# 长安镇 (张掖市)
长安镇，是中华人民共和国甘肃省张掖市甘州区下辖的一个乡镇级行政单位。
2015年5月26日，甘肃省民政厅批复同意撤销长安乡，设立长安镇。

## 行政区划
长安镇下辖以下地区：
万家墩村、上头闸村、庄墩村、上四闸村、五座桥村、郭家堡村、洪信村、头号村、二闸村、前进村、河满村、八一村和南关村。